# Google Classroom
A Google Classroom (magyarul Google Tanterem) egy ingyenes webes szolgáltatás, amelyet a Google fejlesztett ki az iskolák számára, és amelynek célja a feladatok létrehozásának, terjesztésének és osztályozásának egyszerűsítése. A Google Classroom elsődleges célja a fájlok tanárok és diákok közötti megosztásának folyamatának, illetve a kommunikáció egyszerűsítése . A Google Classroom felhasználóinak számát 40 és 100 millió fő közöttire teszik.

## Története
A Google Classroomot 2014. május 6-án hozták létre. A Classroom fontossága igazán 2020-ban, a COVID-19 pandémia miatt növekedett meg, amikor is a fejlett világ legtöbb iskolája a hagyományos tanítási módszer helyett átállt a digitális módszerre.

## Fordítás
Ez a szócikk részben vagy egészben  a   Google Classroom című angol Wikipédia-szócikk ezen változatának fordításán alapul.  Az eredeti cikk szerkesztőit annak laptörténete sorolja fel. Ez a jelzés csupán a megfogalmazás eredetét és a szerzői jogokat jelzi, nem szolgál a cikkben szereplő információk forrásmegjelöléseként.

## Külső hivatkozások
- Hivatalos weblap